# 三宅川

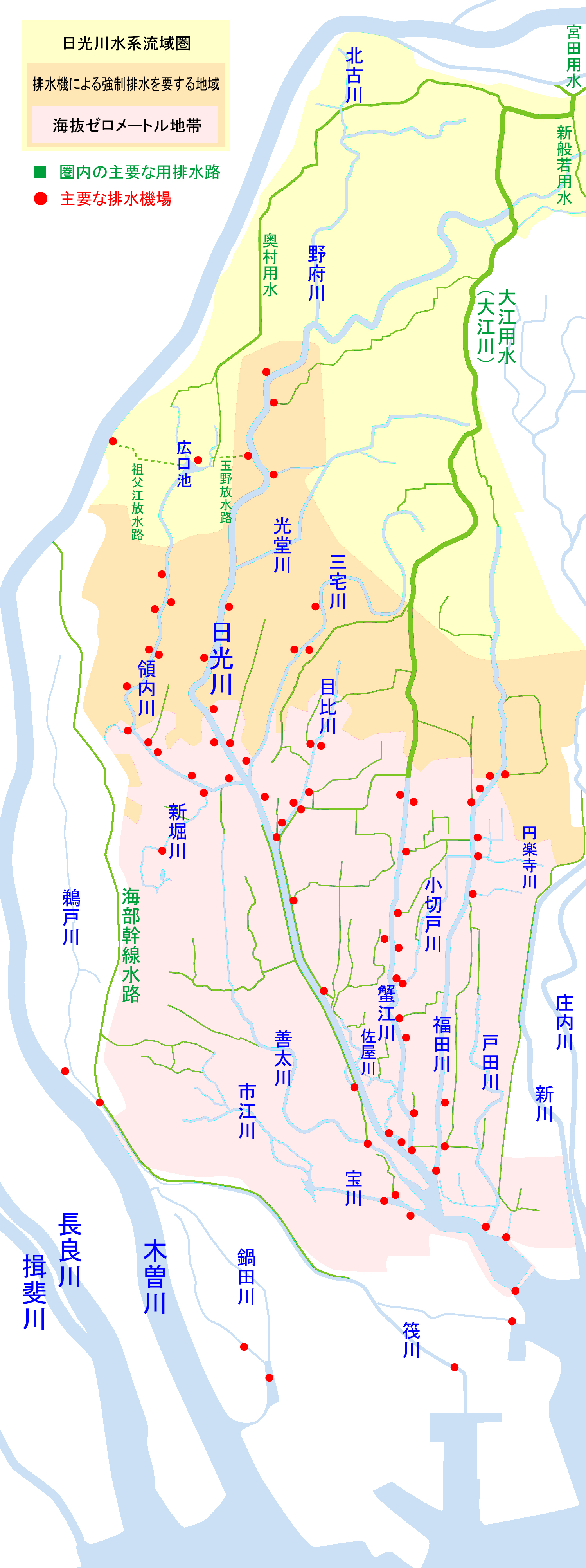
日光川水系の概略図

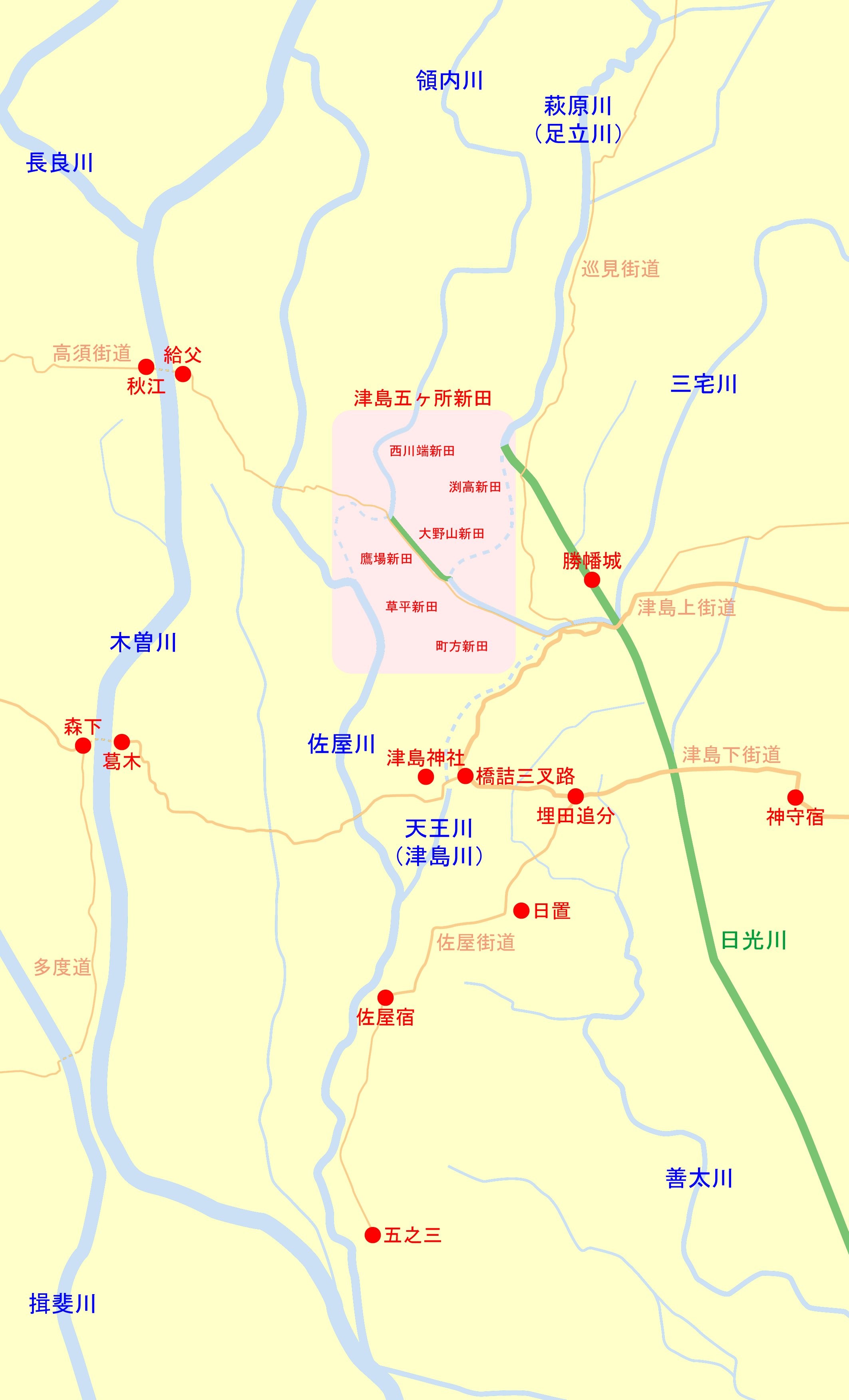
江戸時代末ごろの天王川周辺の位置関係図。破線は江戸時代初期ごろの旧河道、緑線・緑字は開削・付替後の新河道。橙線・橙字は主要街道、赤字は主要な地名など。

三宅川（みやけがわ）は、日光川水系の二級河川。愛知県稲沢市・愛西市を流れる。日光川本川に合流する1次支川。

## 地理
愛知県稲沢市稲沢町北島付近を上流端とし、愛西市勝幡町付近で日光川に合流する。河川延長は10.54キロメートル。
上流部では逆S字を描きながら大きく蛇行し、途中の稲沢市船橋町付近で観音川と合流する。稲沢市儀長付近からはやや西寄りに南流し、日光川合流点に至る。

## 歴史
三宅川の流路はかつては木曽川の主要な本流の1つであったが、時代を経ると現在の犬山市西部で木曽川から分岐して伊勢湾へと注ぐ派川の1つとなった。現在の三宅川の流路は二之枝川と呼ばれた主要な派川の1つの中流部に相当し、上流側は現在の般若川や大江川、下流側は現在の日光川との合流点付近から南に流れて善太川へと流れる古日光川と呼ばれる流路をとっていた。尾張国の国司は桑名から水路で赴任したと伝えられ、国府があった現在の稲沢市松下付近は三宅川の自然堤防の上に位置しており河川港が存在していた。
その後、現在の愛西市勝幡町付近の右岸に「兼平堤」と呼ばれる堤防が建造されて古日光川が締め切られ、三之枝川の下流であった萩原川下流の天王川へと流れることとなった。兼平堤が築かれた具体的な時期を記した記録はないものの、1400年前後であると推測される。戦国時代中頃の永正年間には、萩原川との合流点の少し上流側に勝幡城が築かれ、三宅川は勝幡城の外堀の役割を果たしていた。
江戸時代に入り御囲堤が建造されると三宅川は木曽川から切り離されるが、三宅川が天王川を経て合流する佐屋川に木曽川からの流入土砂が増加したことで河床が上昇し、佐屋川・天王川・三宅川の排水不良が生じるようになる。佐屋川洪水時の逆流を防ぐために新たな水路の整備が検討され、まず1667年（寛文7年）に現在の三宅川合流点から下流側の日光川が開削された。その後、さらなる佐屋川の河床上昇により1785年（天明5年）に上流側の開削および領内川の付け替えが行われ、現在の河川状況が出来上がった。

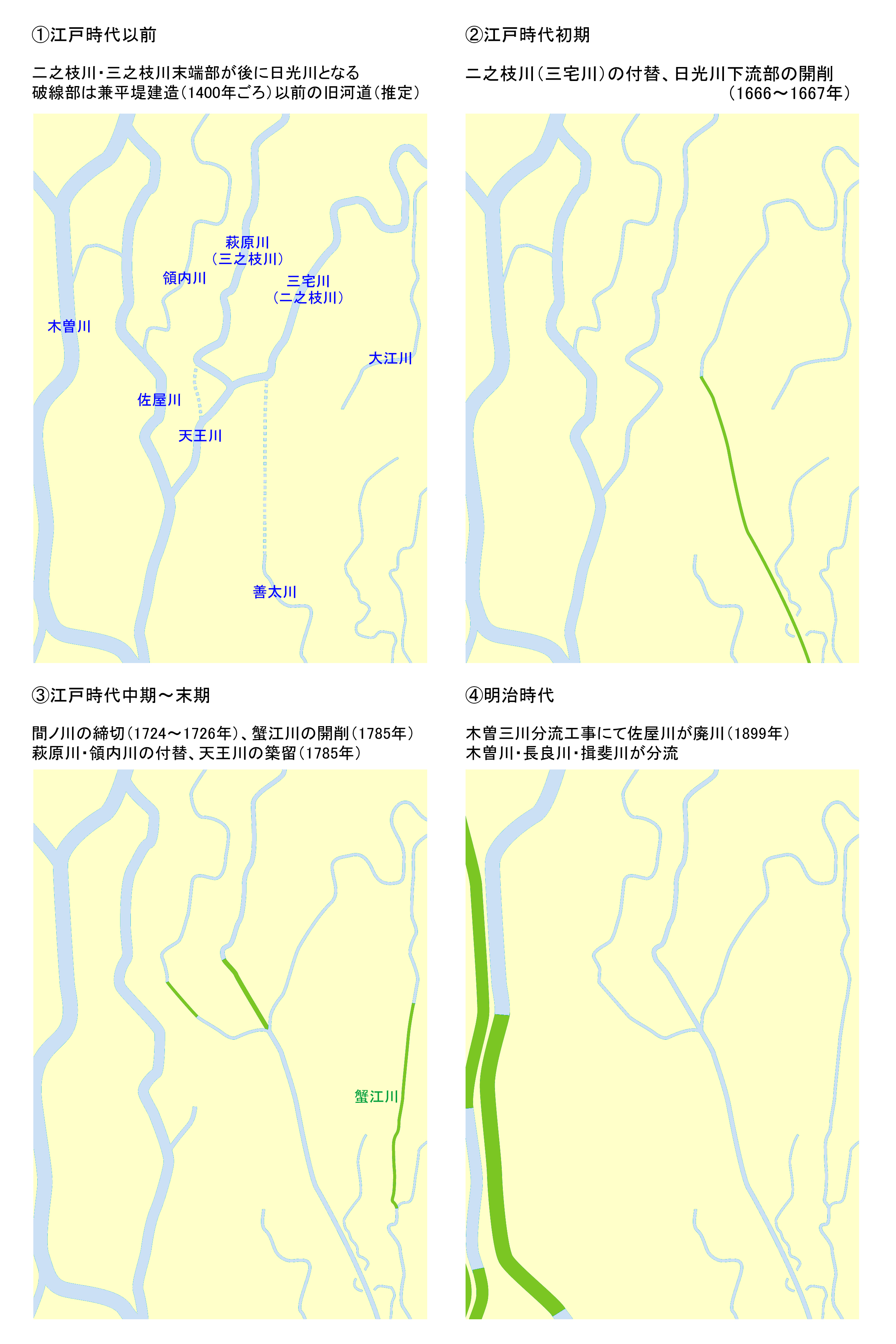
日光川および関連河川の改修工事の歴史